# Palma (nome)
Palma  è un nome proprio di persona italiano femminile.

## Varianti
- Femminili
  - Alterati: Palmina[1]
- Maschili: Palmo
  - Alterati: Palmino[senza fonte]

### Varianti in altre lingue
Femminili
- Catalano: Palma[2], Palmad[2]
- Latino: Palma[3]
- Spagnolo: Palma[2]
- Ungherese: Pálma

## Origine e diffusione

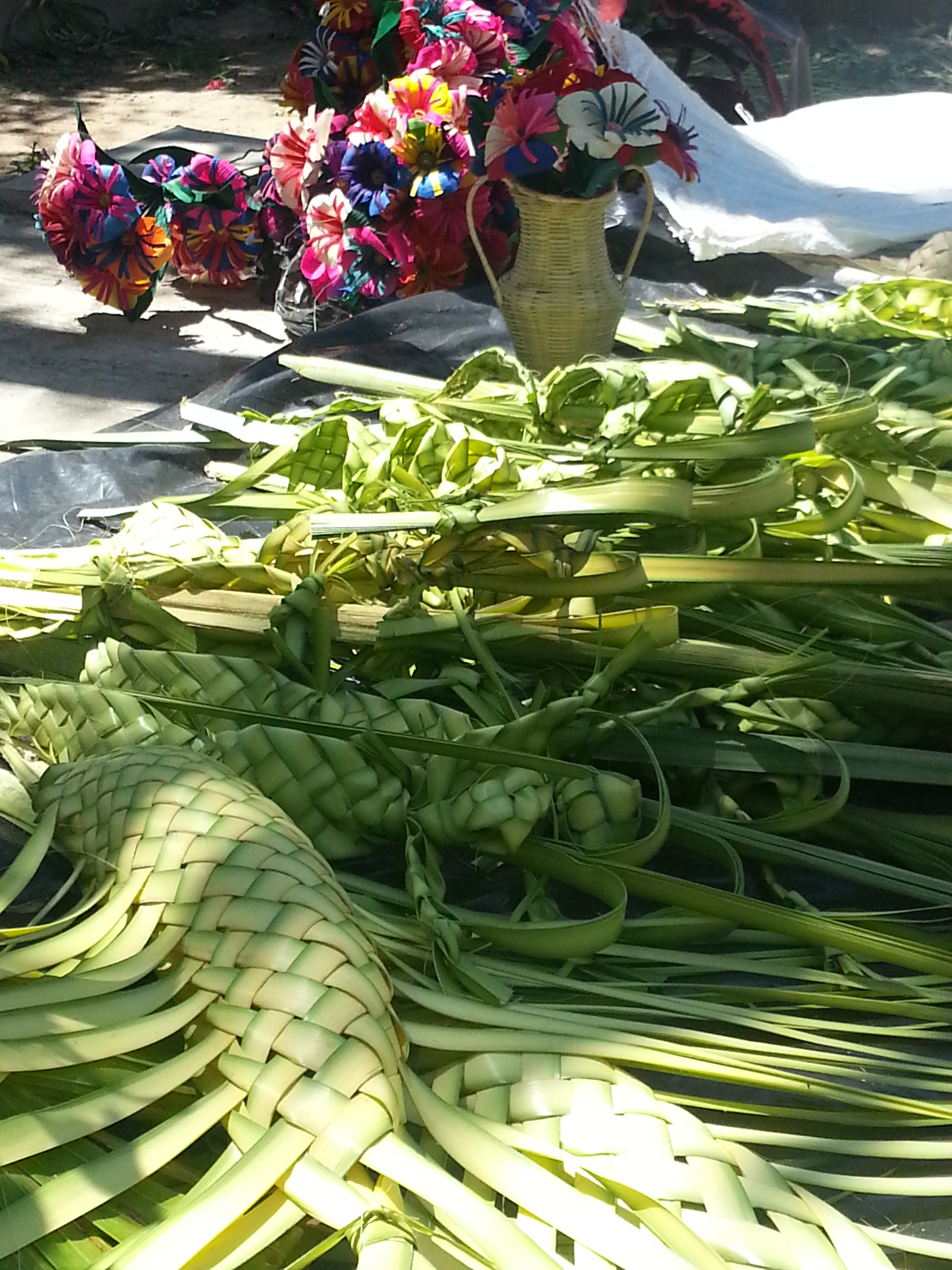
Foglie di palma e ornamenti durante la Domenica delle Palme nel Nayarit (Messico)

Continua il nome medievale Palma, tipicamente cristiano e riferito alla Domenica delle Palme. Tradizionalmente viene attribuito ai bambini nati in tale giorno, anche se in parte potrebbe riflettere la devozione verso Santa Maria delle Palme.
Il suo uso come nome proprio, attestato prima in francese e poi in italiano, risale al XII secolo, in periodo di crociate. A proposito della sua diffusione odierna in Italia, il nome Palma è presente su tutto il territorio nazionale. Etimologicamente, inoltre, la radice latina palma è condivisa anche dal nome Palmiro, anche se quest'ultimo non è una variante di Palma.

## Onomastico
L'onomastico si festeggia la Domenica delle Palme (la cui data varia ogni anno).

## Persone

### Femminili
- Palma Bucarelli, critica d'arte e storica dell'arte italiana
- Palma Calderoni, cantante italiana

## Il nome nelle arti
- Palma Toscano è un personaggio della serie televisiva Catturandi - Nel nome del padre.